# Cadet (metrostation)
Cadet er en station på linje 7 i metronettet i Paris i 9. arrondissement. Stationen blev åbnet 5. november 1910. Den er opkaldt efter rue Cadet (tidligere rue de la Voirie), som igen blev opkaldt efter Cadet de Chambine, der ejede store dele af det område, gaden passerer gennem. I nærheden af stationen ligger ni synagoger, heriblandt en askenasisk.
Metrostationens indgang er designet af Hector Guimard og er i rendyrket l'art nouveau-stil. Perronerne er dekoreret i det amerikanske flags farver.

## Trafikforbindelser
- RATP